# 阿格诺
阿格诺（法語：Haguenau，法語發音：[agəno] ⓘ），法国东北部城市，大东部大区下莱茵省的一个市镇，同时也是该省的一个副省会，下辖阿格诺-维桑堡区，其市镇面积为182.59平方公里，是阿尔萨斯面积最大的市镇；2022年1月1日时人口数量为36070人，是该省人口第二多的市镇，仅次于省会斯特拉斯堡，在所有法国城市中排名第224位。
阿格诺位于下莱茵省北部，莫代尔河畔，阿尔萨斯文化区腹地，历史上曾为十城联盟的首府，现为一个区域性的工商业城市。

## 地名来源
“阿格诺”一名来源于古阿尔萨斯语，其中意为“树林”，后缀指“河流边的农田”，这一名称可能与当地的自然环境有关。

## 历史

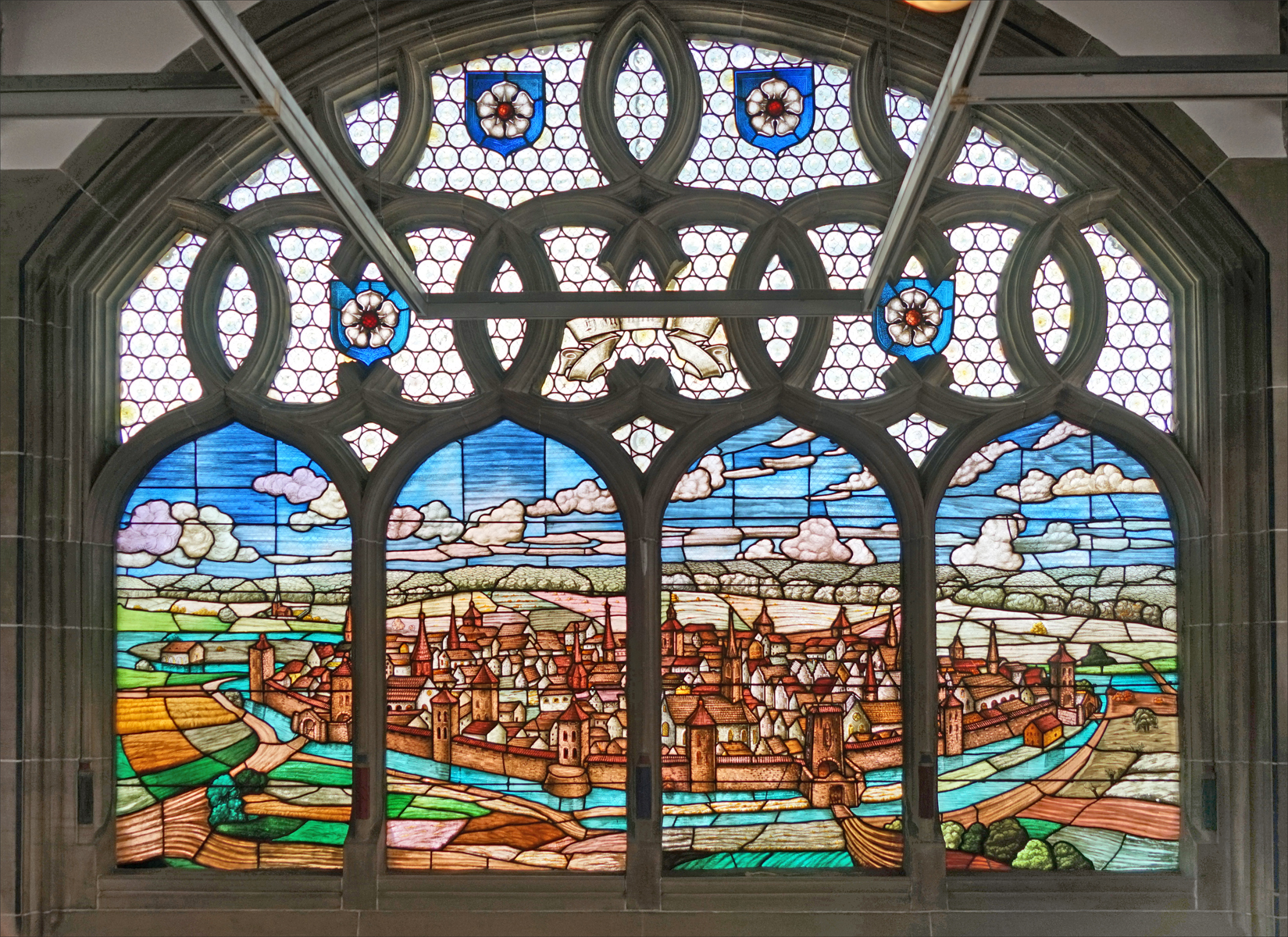
17世纪的阿格诺

阿格诺历史悠久，高卢-罗马时期为特里博克人的活动范围，中世纪初属于奥斯特拉西亚。《梅尔森条约》签订后，阿格诺所处的阿尔萨斯被划入神圣罗马帝国范围内。1115年，士瓦本公爵腓特烈二世在莫代尔河畔修建了一处城堡，成为了阿格诺城市建设的开端。1143年，当地出现了首个天主教堂——圣乔治教堂。1164年，腓特烈一世为阿格诺颁布了市镇宪章，第三次十字军东征结束后，理查一世被亨利六世及帝国官员认为“出兵不力”，在阿格诺进行了审判，后被无罪释放。公元13世纪末，鲁道夫一世统一莱茵河西岸的各主要领主的土地。1354年，阿格诺与阿尔萨斯地区的另外十余个座城市组成十城联盟，并成为联盟首府，阿格诺的手工业和商业得到快速发展。宗教战争时期，当地的教堂及建筑受到部分破坏，战争结束后，根据《威斯特伐利亚和约》，包括阿格诺在内的整个阿尔萨斯划至法兰西，“十城联盟”也由此解散。18世纪末，阿格诺贵族与军事医院建成，成为当地的标志性建筑物。法国大革命后，阿格诺成为下莱茵省的一个副省会，1871年至1919年间，阿格诺被普鲁士军队占领，第二次世界大战期间则再次被纳粹德军攻占。

## 地理

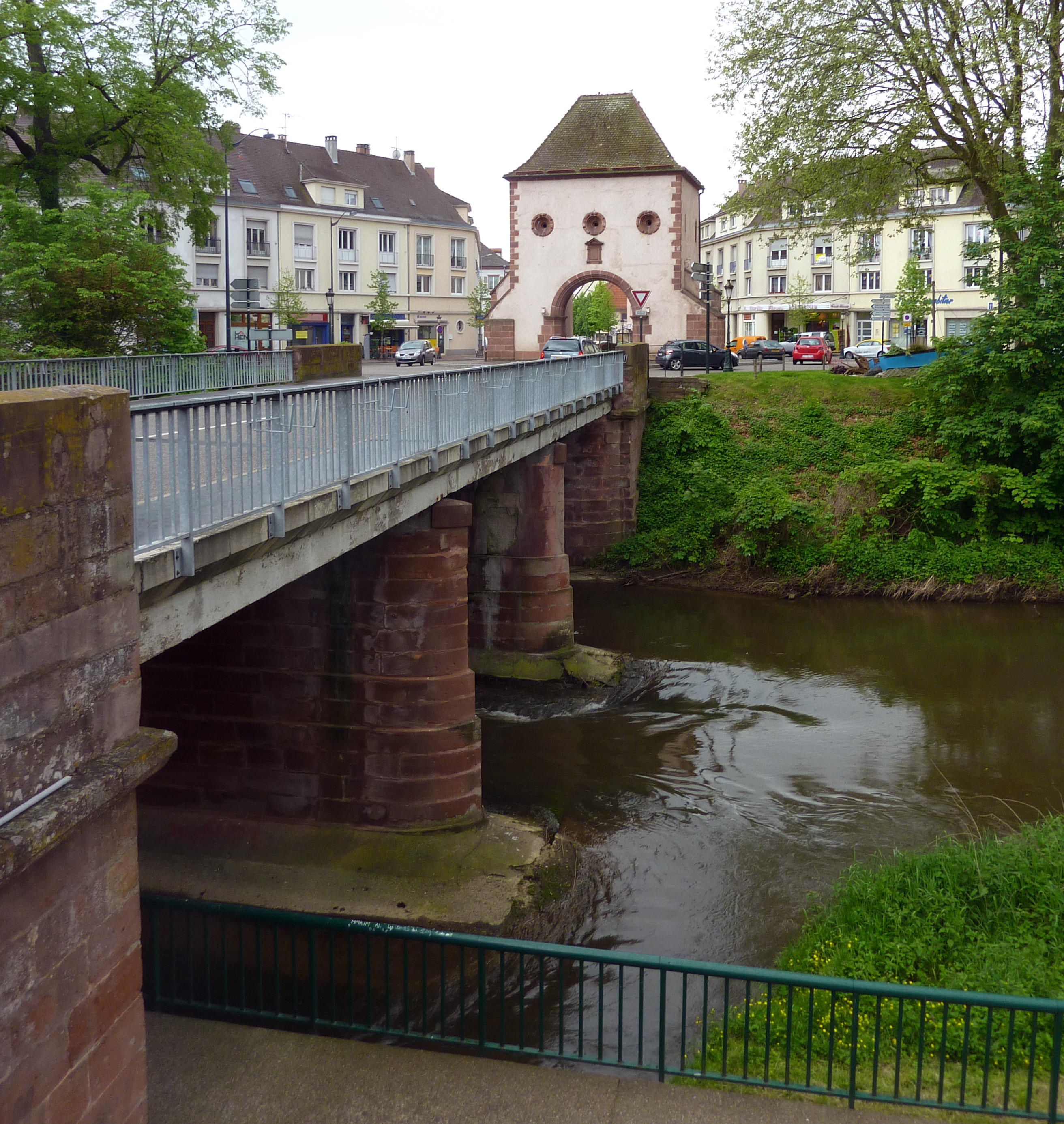
莫代尔河阿格诺段

阿格诺位于法国东北部，大东部大区东北部和下莱茵省北部偏东，距离省会及大区首府斯特拉斯堡大约40公里。
阿格诺是法国本土相邻市镇数量最多的市镇，与阿格诺接壤的市镇包括：韦特布吕克、巴岑多夫、比布利赛姆、比什维莱尔、比乔芬、道恩多夫、埃什巴克、福斯泰姆、格里斯、卡尔特努斯、洛巴克、勒伊特奈姆、梅茨维莱尔、米特赛姆、尼德莫登、尼德谢福尔赛姆、贝奇多夫、莫代尔河畔奥伯奥芬、希赖恩、希罗芬、莫代尔河畔什韦古斯、苏夫勒奈姆、叙尔堡、瓦尔堡、伦策奈姆-奥厄奈姆、瓦勒德莫代尔。

### 地形
阿格诺位于阿尔萨斯平原腹地，境内地势平坦，全境海拔在115到203米之间。

### 水文
莫代尔河自西向东流经市区北部，两岸开辟有绿地及花园，该河是莱茵河的左岸支流。

### 绿地
阿格诺北部为阿格诺森林，面积超过2.1万公顷，是阿尔萨斯面积最大的森林，被列入欧盟Natura 2000系统。

### 气候
阿格诺在柯本气候分类法中属于带有大陆性特征的温带海洋性气候，因距离海岸线较远，易受大陆气团影响，出现短暂的极端天气。
距离阿格诺最近的气象站位于埃格内，以下为该气象站的数据（其中日照数据取自斯特拉斯堡）：
| 埃格内1981年－2019年 | 埃格内1981年－2019年 | 埃格内1981年－2019年 | 埃格内1981年－2019年 | 埃格内1981年－2019年 | 埃格内1981年－2019年 | 埃格内1981年－2019年 | 埃格内1981年－2019年 | 埃格内1981年－2019年 | 埃格内1981年－2019年 | 埃格内1981年－2019年 | 埃格内1981年－2019年 | 埃格内1981年－2019年 | 埃格内1981年－2019年 |
| 月份                 | 1月                  | 2月                  | 3月                  | 4月                  | 5月                  | 6月                  | 7月                  | 8月                  | 9月                  | 10月                 | 11月                 | 12月                 | 全年                 |
| -------------------- | -------------------- | -------------------- | -------------------- | -------------------- | -------------------- | -------------------- | -------------------- | -------------------- | -------------------- | -------------------- | -------------------- | -------------------- | -------------------- |
| 历史最高温 °C（°F）  | 15.7 (60.3)          | 17.9 (64.2)          | 23.8 (74.8)          | 28.7 (83.7)          | 31.7 (89.1)          | 36.7 (98.1)          | 36.1 (97.0)          | 37.7 (99.9)          | 30.7 (87.3)          | 27 (81)              | 19.9 (67.8)          | 15.7 (60.3)          | 37.7 (99.9)          |
| 平均高温 °C（°F）    | 4.3 (39.7)           | 6.5 (43.7)           | 10.5 (50.9)          | 15.5 (59.9)          | 19.7 (67.5)          | 23.2 (73.8)          | 24.8 (76.6)          | 24.4 (75.9)          | 19.8 (67.6)          | 14.5 (58.1)          | 8.5 (47.3)           | 4.6 (40.3)           | 14.7 (58.5)          |
| 日均气温 °C（°F）    | 1.7 (35.1)           | 3.2 (37.8)           | 6.4 (43.5)           | 10.4 (50.7)          | 14.6 (58.3)          | 17.8 (64.0)          | 19.3 (66.7)          | 19 (66)              | 14.9 (58.8)          | 10.6 (51.1)          | 5.6 (42.1)           | 2.3 (36.1)           | 10.5 (50.9)          |
| 平均低温 °C（°F）    | −0.9 (30.4)          | −0.1 (31.8)          | 2.4 (36.3)           | 5.3 (41.5)           | 9.5 (49.1)           | 12.4 (54.3)          | 13.9 (57.0)          | 13.5 (56.3)          | 10 (50)              | 6.6 (43.9)           | 2.8 (37.0)           | 0.1 (32.2)           | 6.3 (43.3)           |
| 历史最低温 °C（°F）  | −15.5 (4.1)          | −14.7 (5.5)          | −14.6 (5.7)          | −4.8 (23.4)          | −0.4 (31.3)          | 3.7 (38.7)           | 5.5 (41.9)           | 3.9 (39.0)           | 0.9 (33.6)           | −5.2 (22.6)          | −10.8 (12.6)         | −16.4 (2.5)          | −16.4 (2.5)          |
| 平均降水量 mm（）    | 59.8 (2.35)          | 62.5 (2.46)          | 59.4 (2.34)          | 49.8 (1.96)          | 78.8 (3.10)          | 67.9 (2.67)          | 74.1 (2.92)          | 66.4 (2.61)          | 67.1 (2.64)          | 78.2 (3.08)          | 76.3 (3.00)          | 78 (3.1)             | 818.3 (32.22)        |
| 月均日照時數         | 58.1                 | 83.8                 | 134.8                | 180                  | 202.5                | 223.8                | 228.6                | 219.6                | 164.5                | 98.7                 | 55.3                 | 43.1                 | 1,692.8              |
| 来源：infoclimat.fr  |                      |                      |                      |                      |                      |                      |                      |                      |                      |                      |                      |                      |                      |

## 行政区划
阿格诺是法国大东部大区下莱茵省的一个市镇，编号为67180，它也是下莱茵省的一个副省会。阿格诺下辖阿格诺-维桑堡区，管理阿格诺县，同时也是阿格诺城市圈公共社区的办公驻地。
法国国家统计与经济研究所（简称）在进行数据统计时，将阿格诺及相邻的另外5个市镇设为阿格诺城市核心区，并将包括核心区在内的周边共7个市镇划为阿格诺城市区。同时，还将阿格诺市镇分为了16个“块区”（IRIS），以便于统计人口分布情况。

## 交通

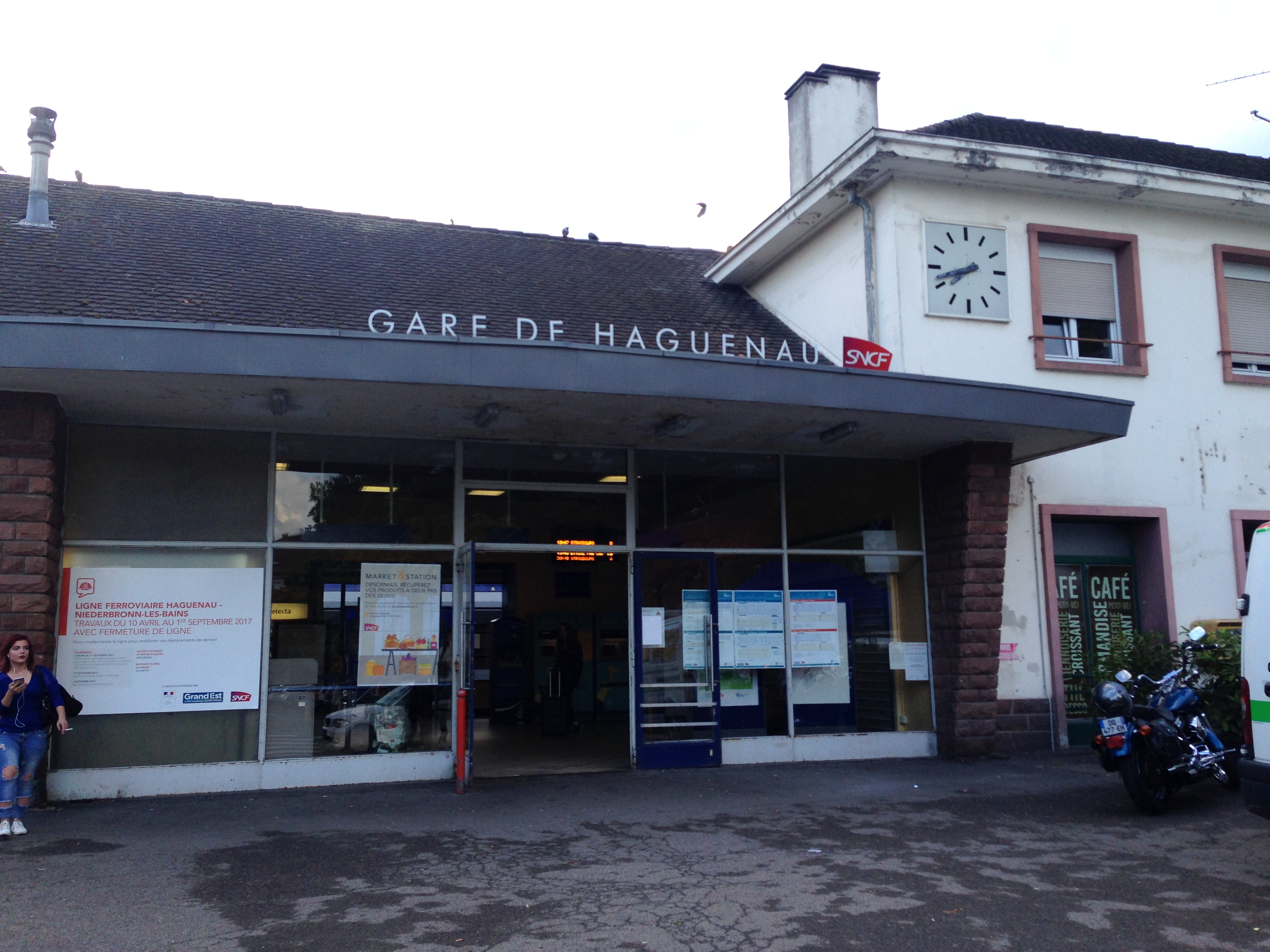
阿格诺火车站

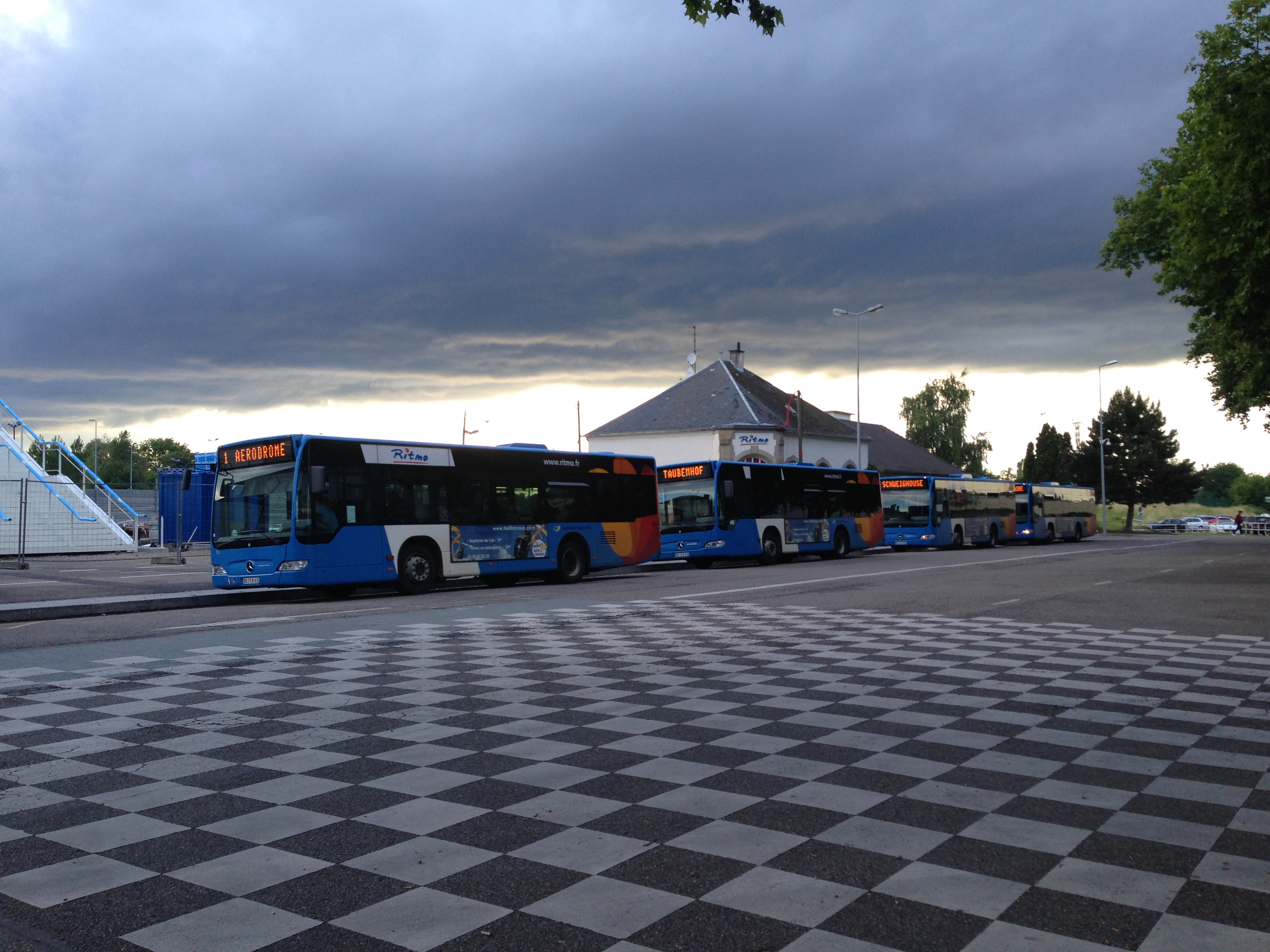
阿格诺公交车辆

### 公路
多条下莱茵省省道在阿格诺境内交汇。大东部大区公共交通开行前往萨维尔讷、比奇等地的城际客运线路，另有校车线路可前往周边部分市镇。
2016年，77.2%的阿格诺家庭拥有至少一辆的私人汽车。2016年，阿格诺境内共发生各类交通事故33起，造成2人遇难，46人受伤。

### 铁路
阿格诺位于文德奈姆－维桑堡铁路和阿格诺－阿加滕-法尔克铁路的交汇处，是一个区域性的铁路枢纽。阿格诺站位于市区西部，由斯特拉斯堡出发前往维桑堡和下布龙-莱班两个方向的区域列车在此分叉，而阿格诺和斯特拉斯堡之间的列车班次频率在10至30分钟之间，已基本实现公交化运营。

### 航空
阿格诺飞行场位于其境内，为一个开放式的停机坪，未开行商业航线。距离阿格诺最近的民用航空站为斯特拉斯堡-恩赛姆机场，距离阿格诺市中心车程约45公里。

### 城市公共交通
阿格诺城市公共交通（商业名称为）是当地的城市公交系统，截至2020年5月，该系统共有4条常规线路、11条校车线路、2条定制公交线路和1条长途公交线路，路网覆盖了阿格诺市区及周边的主要居民区。

## 政治

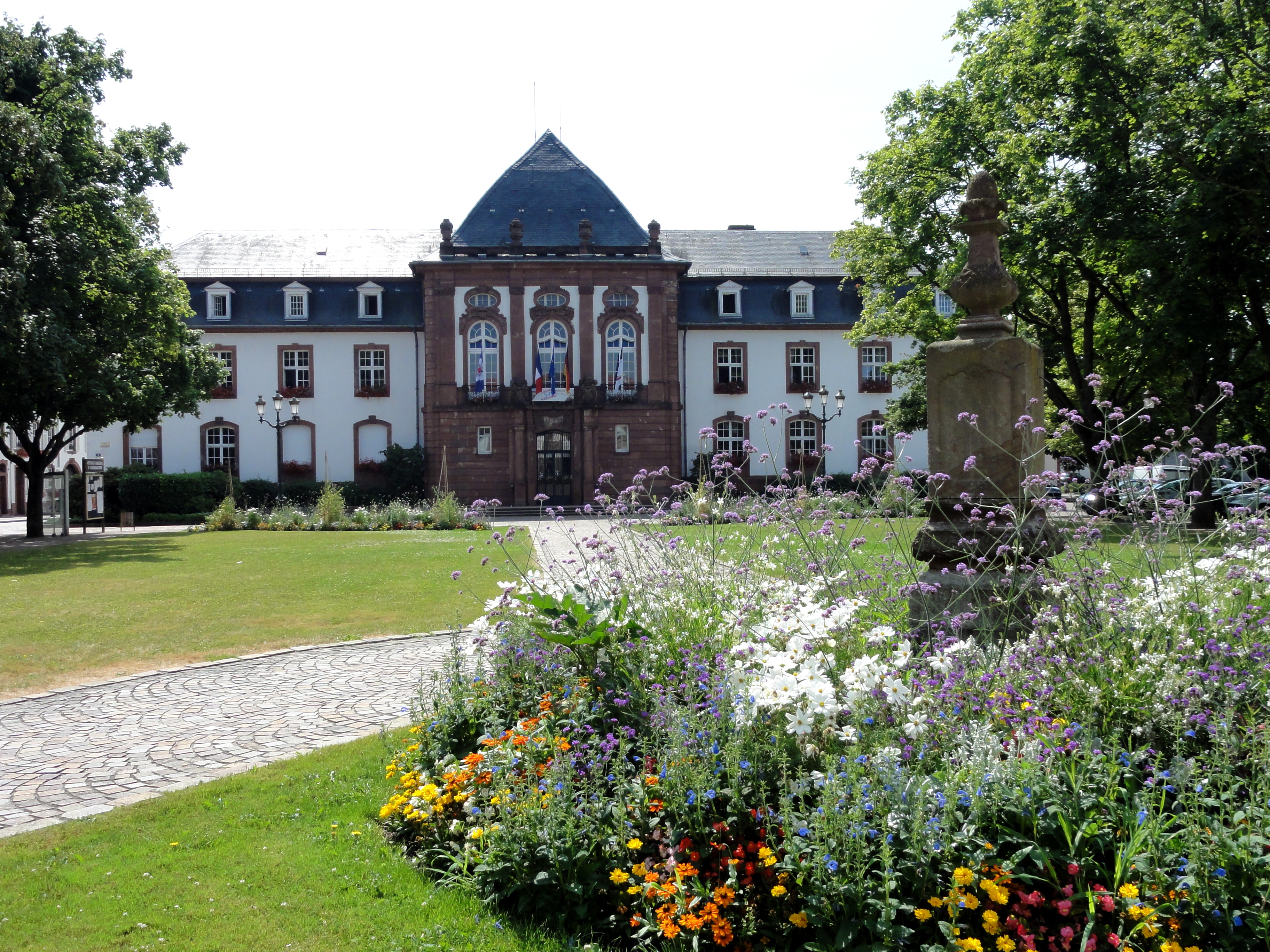
阿格诺市政厅

阿格诺的现任市长为克洛德·斯蒂尔尼先生，他是一名右翼无党派人士，在2014年的市政选举中获得了54.72%的支持率，在2020年的市政选举中则获得了65.71%的支持率。
在2017年的法国总统大选中，法国第25任总统埃马纽埃尔·马克龙在阿格诺获得了61.13%的支持率。
| 阿格诺历届市长 |                   |                                 |
| 任期           | 市长              | 党派                            |
| 1944年－1959年 | 代西雷·布鲁姆特   | 不详                            |
| 1959年－1960年 | 埃尔内·斯特拉塞   | 不详                            |
| 1961年－1971年 | 弗雷德雷克·诺尔特 | UDR共和国保卫联盟               |
| 1971年－1989年 | 安德烈·特拉邦     | CD法国民主中心 →UDF法国民主联盟 |
| 1989年－1993年 | 阿方斯·海因里希   | 無黨籍                          |
| 1993年－2008年 | 皮埃尔·斯特拉塞   | DVD右翼无党派人士               |
| 2008年－       | 克洛德·斯蒂尔尼   | DVD右翼无党派人士               |

## 人口
2017年，阿格诺市镇人口数量为34,504，在法国排名第224位。其中男性16,906人，女性17,554人，75岁及以上人口占7.4%，外籍人口数量为2,151人，人口密度为189人/平方公里，当地居民被称为（男性）或（女性）。2018年，阿格诺境内出生372人，死亡人口270人。
| 年份   | 1936   | 1946   | 1954   | 1962   | 1968   | 1975   | 1982   | 1990   | 1999   | 2006   | 2011   | 2016   | 2017   |
| ------ | ------ | ------ | ------ | ------ | ------ | ------ | ------ | ------ | ------ | ------ | ------ | ------ | ------ |
| 人口數 | 22,523 | 17,337 | 19,531 | 20,457 | 22,944 | 25,147 | 26,629 | 27,675 | 32,242 | 34,891 | 34,619 | 34,460 | 34,504 |

## 经济财政
2018年，阿格诺的财政收入总额为34,333,200欧元，财政支出总额为32,113,200欧元，当年的债务总额为35,108,200欧元。
2014年，阿格诺的人均月收入总额为2,582欧元，其中高职人员为4,302欧元，普通职员为1,862欧元。
2016年，阿格诺境内的青壮年（15至64岁）失业率为14.4%，当地47.2%的家庭拥有纳税资格。

## 社会事务

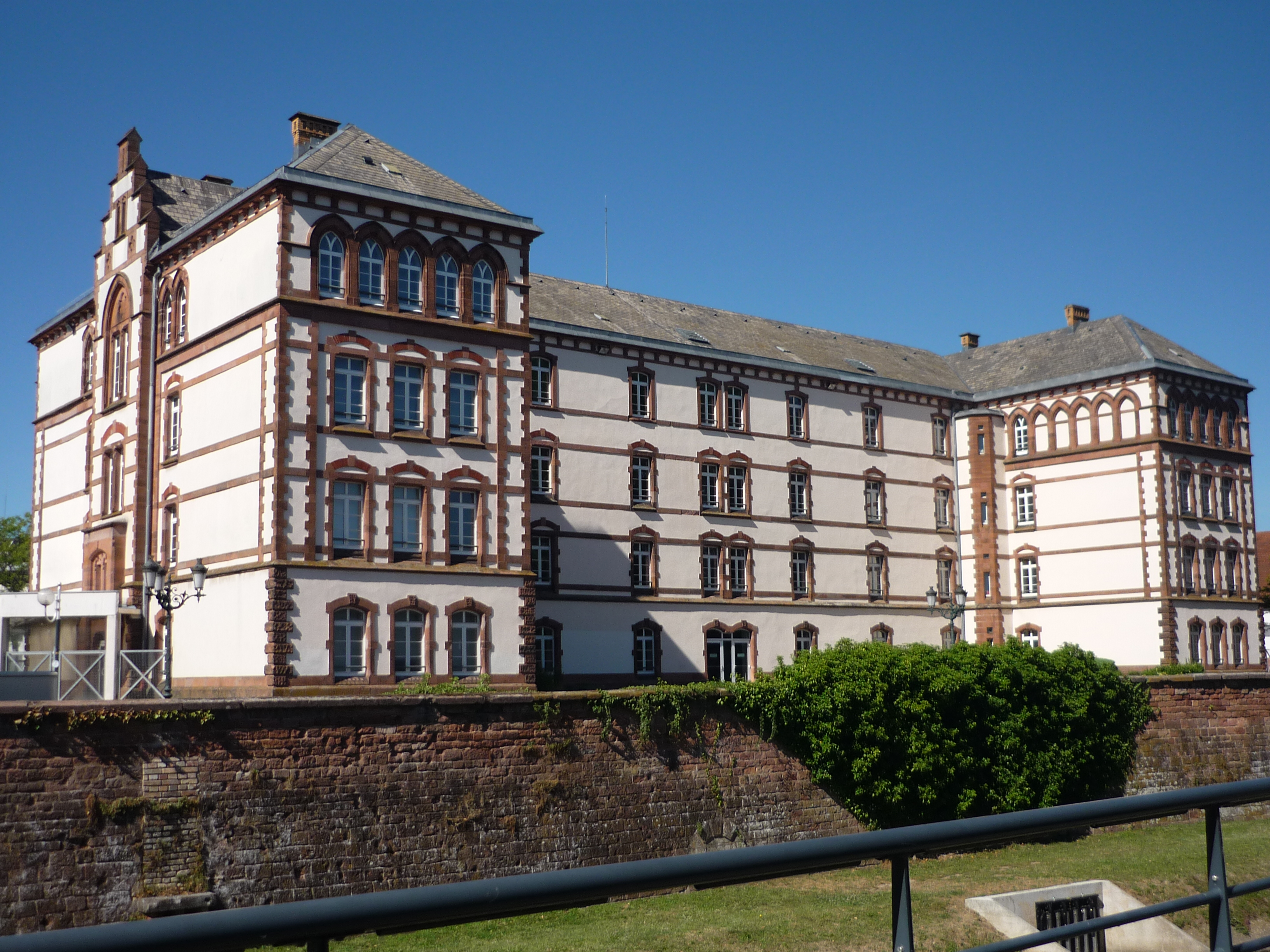
安德烈·西格弗里德职业高级中学

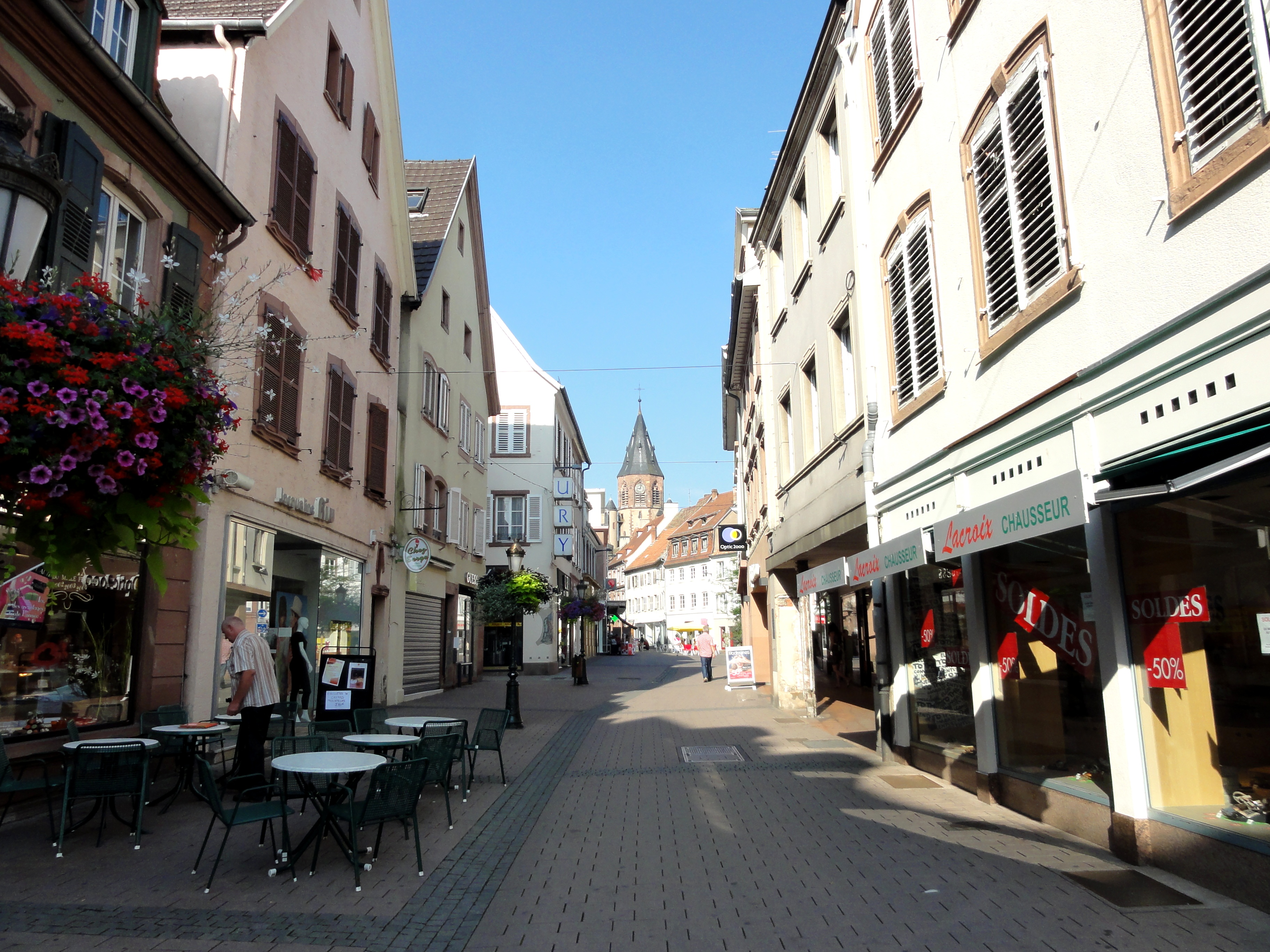
阿格诺市中心的商业街

### 教育
阿格诺属于斯特拉斯堡学区。截止2018年1月1日，阿格诺境内共有12所幼儿园、10所小学、4所初级中学、3所普通高中和2所职业高中。 2018至2019学年度，阿格诺境内共有在校中小学生5,047名。
在高等教育方面，斯特拉斯堡大学下属的阿格诺应用技术学院位于其境内。

### 医疗
截止2018年1月1日，阿格诺境内共有全科医生42名、保健师47名、牙医40名、护士78名、耳科医生6名、眼科医生7名、皮肤科医生10名、助产士5名、儿科医生3名和妇科医生8名。境内共有药房13家，养老院3家，残疾人帮扶中心6家。
阿格诺中心医院（Centre Hospitalier de Haguenau）位于阿格诺市区南部，是当地规模最大的公立综合性医院。此外阿格诺市区距离斯特拉斯堡大区中心医院的正常车程在半小时以内。

### 住房
2016年，阿格诺境内共有各类住房16,780套，其中89.7%为常住房屋。集中式居民区主要分布在市区西部，规模较小。

### 商业
2017年，阿格诺境内共有各类商铺2,358家，其中餐饮服务类917家。市区西部建有大型开放式商业街区。

### 体育
2018年，阿格诺境内共有2家游泳池、8间健身房、1座综合体育场、9处网球场、2处马术场、9处足球或橄榄球场以及4处篮球或排球场。
阿格诺联合足球俱乐部是当地的一支足球队，成立于1987年，2019至2020赛季参加法國全國乙組聯賽（法丁）。

### 环境
阿格诺的环境事务由其所属的公共社区负责。2017年，阿格诺境内共有5家污染企业。

### 治安
2014年，阿格诺及附近地区共发生各类案件1,475起，其中盗窃类案件793起，经济类案件143起，毒品交易类案件124起。

## 文化

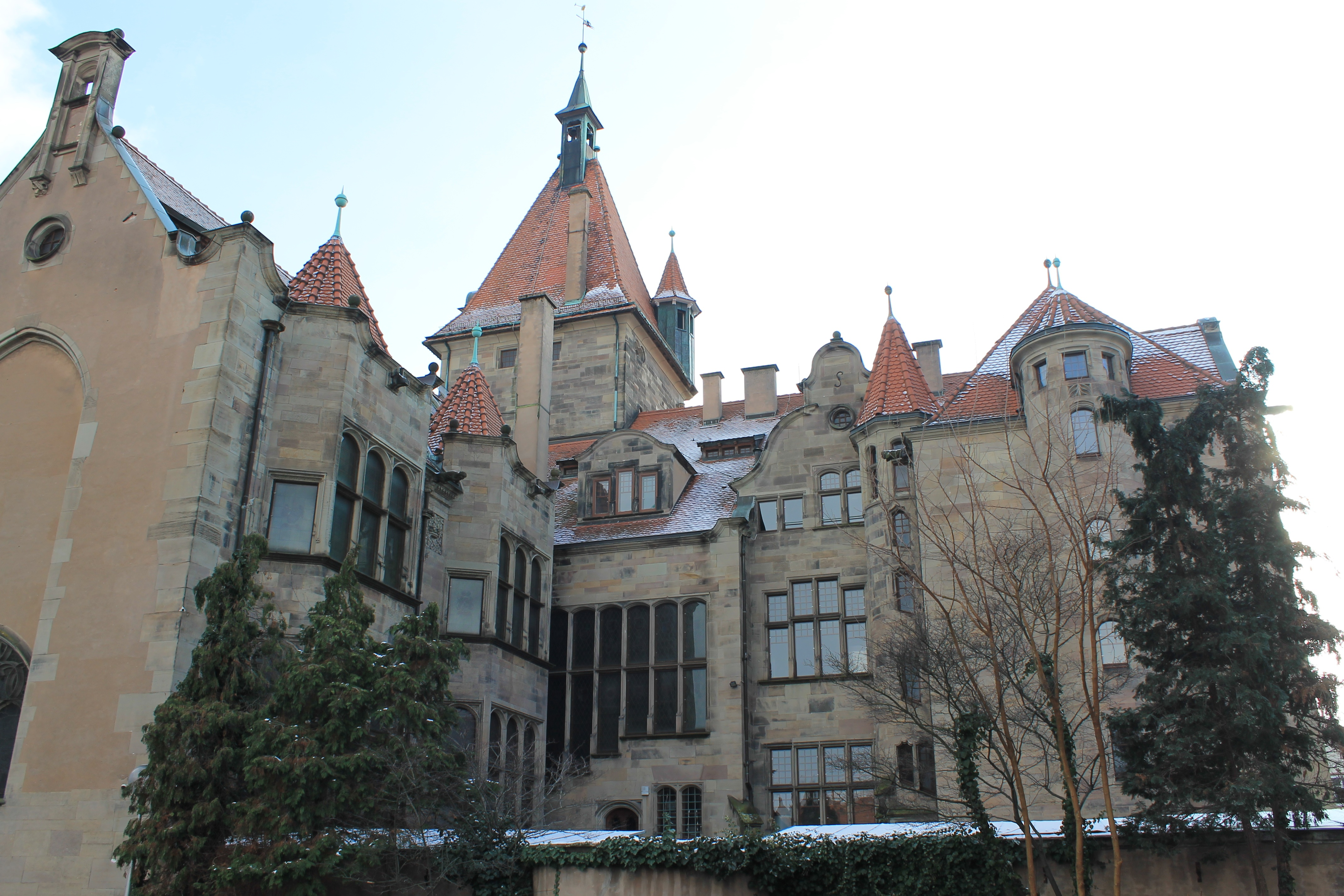
阿格诺历史博物馆

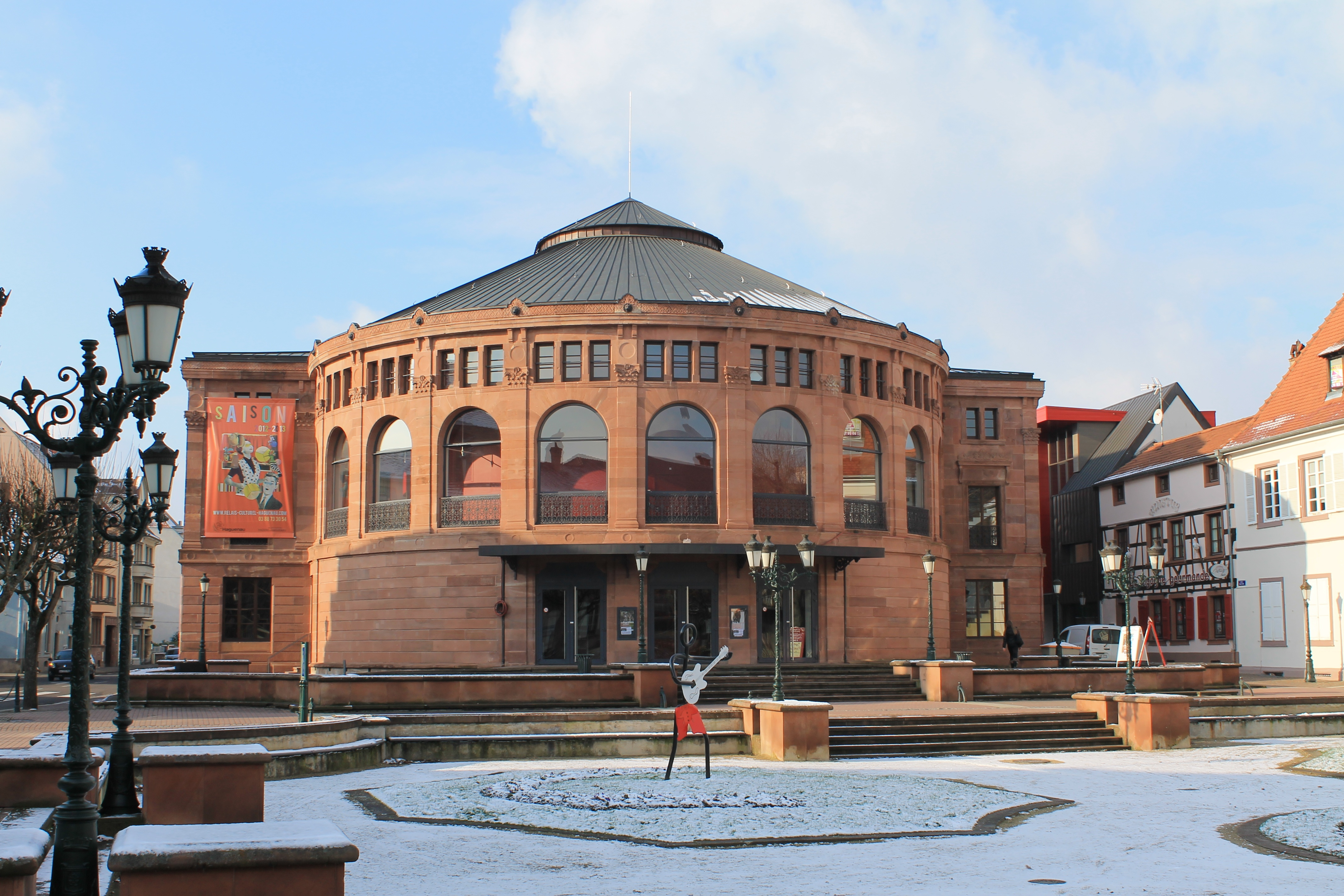
阿格诺市政大剧场

2018年，阿格诺境内共有1个剧场、1个电影院和2个博物馆。阿格诺历史博物馆和阿格诺阿尔萨斯文化博物馆展出了当地各阶段的历史文物，是阿格诺境内重要的文化设施。

### 建筑
阿格诺境内有多处法国国家文物保护单位，其中阿格诺贵族与军事医院建于1788年，现已成为当地一处集学校、图书馆和博物馆为一体的多功能文化交流中心。维桑堡门、垂钓塔、阿格诺聖母聖殿等为当地的代表性建筑物。

### 旅游
阿格诺的旅游事务由其城市圈公共社区负责，当地主要的旅游项目包括市区历史建筑游览和市郊的森林徒步。
2020年，阿格诺境内共有9个宾馆共计365间房间，另有1个露营地，可容纳共70辆露营车。

### 媒体
法国主要的媒体均可在阿格诺接收，法国电视三台下属的大东部大区频道在部分时段播出阿格诺所属区域的地方新闻。

## 友好城市
阿格诺与 德国兰道自1967年起互为友好城市关系。